# 449
449 је била проста година.

## Догађаји
- Цар Валентинијан III шаље посланство Хуну Атили. Сврха састанка је дугогодишњи спор око ратног плена током дунавске офанзиве (441–442). Атила тражи своју изгубљену имовину, али Валентинијан и Флавије Аеције одбијају овај захтев.
- Флавије Орест, римски аристократа, бива послат на Атилин двор и постаје високи секретар (нотариус). Отац је будућег цара Ромула Августула.
- Вортигерн, претпостављени краљ Британаца, позива Хенгиста и Хорсу, по традицији поглавице Јита, да формирају војни савез против Пикта и Шкота, чиме би допринели англосаксонском насељавању Британије .
- 3. август – Почео је Други Ефески сабор, којим је председавао Диоскор, патријарх Александријски. Флавијан, патријарх цариградски, и Домн II, патријарх Антиохије, свргнути су 8. августа.
- октобар – Римски сабор одбацује све одлуке Другог сабора у Ефесу.
- Анатолије Цариградски постаје цариградски патријарх.
- Максим II постаје антиохијски патријарх.

## Смрти
- 11. август – Флавијан, патријарх цариградски
- Евхерије Лионски, епископ лионски (приближан датум)
- Иларије Арелатски, епископ Арла (р. 403)